# Калильная сетка

Калильная сетка газового фонаря Coleman, светящаяся в полную силу

Калильная сетка, газовая мантия или мантия Вельсбаха — осветительный прибор, в котором источником света служит сетка, содержащая оксиды редкоземельных металлов, нагреваемая горелкой. Используется явление кандолюминесценции — перенос энергии невидимой части спектра (инфракрасного излучения) в видимую.
Первые образцы появились в XIX веке благодаря трудам Уильяма Тальбота, а дальнейшее развитие этой технологии связано с именем австрийского изобретателя Карла Ауэра фон Вельсбаха, которому удалось получить ряд эффективных составов. Наилучшим составом смеси является — 99 % оксида тория и 1 % оксида церия. Этот состав получил распространение до того, как на него был выдан патент, что обусловило его широкое применение.

## Механизм

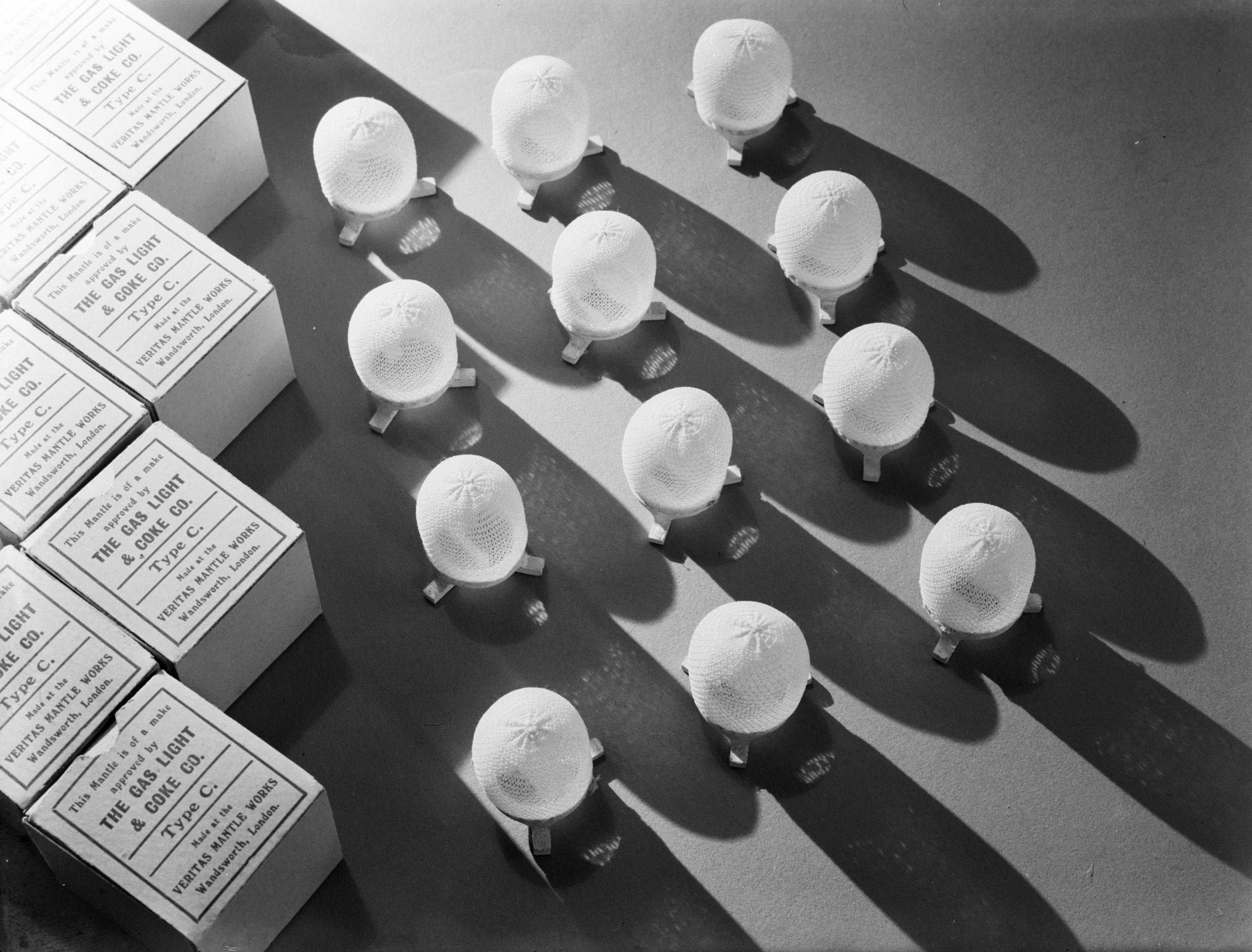
Новые калильные сетки с коробочками производства 1930-х годов

Калильная сетка представляет собой грушевидный тканевый мешок, изготовленный либо из шёлка, либо из искусственного шёлка на основе рами, либо из вискозы. Волокна пропитаны солями металлов; при первом нагревании мантии в пламени волокна сгорают за несколько секунд, а соли металлов превращаются в твёрдые оксиды, образующие хрупкую керамическую оболочку по форме исходной ткани. Сетка ярко светится в видимом спектре и почти не испускает инфракрасного излучения. Редкоземельные оксиды (церий) и актиниды (торий) в сетке имеют низкую излучательную способность в инфракрасном диапазоне (по сравнению с абсолютно чёрным телом), но обладают высокой излучательной способностью в видимом спектре. Есть также некоторые свидетельства того, что излучение усиливается кандолюминесценцией — испусканием света продуктами сгорания до достижения ими теплового равновесия. При сочетании этих свойств калильная сетка при нагревании пламенем керосина или сжиженного углеводородного газа испускает интенсивное световое излучение.